# Шапел сир Коаз
Шапел сир Коаз (фр. Chapelle-sur-Coise) насеље је и општина у источној Француској у региону Рона-Алпи, у департману Рона која припада префектури Лион.
По подацима из 2011. године у општини је живело 543 становника, а густина насељености је износила 82,52 становника/km². Општина се простире на површини од 6,58 km². Налази се на средњој надморској висини од 700 метара (максималној 784 m, а минималној 599 m).

## Демографија
| 1962. | 1968. | 1975. | 1982. | 1990. | 1999. | 2011. |
| ----- | ----- | ----- | ----- | ----- | ----- | ----- |
| 206   | 244   | 243   | 294   | 313   | 382   | 543   |

График промене броја становника у току последњих година